# Aker Solutions
Pour les articles homonymes, voir Aker (homonymie).
Aker Solutions (avant avril 2008 Aker Kværner ASA) est un groupe industriel norvégien.
Ses activités sont le pétrole et le gaz, les raffineries, l'industrie chimique, les mines, la métallurgie, la pharmacie, les biotechnologies, l'eau et le nucléaire.

## Informations financières
| Nom                         | %    |
| --------------------------- | ---- |
| Aker ASA                    | 46,9 |
| DNB Asset Management        | 5,86 |
| Folketrygdfondet            | 4,44 |
| Artisan Partners            | 3,34 |
| JPMorgan Asset Management   | 2,75 |
| Storebrand Asset Management | 2,44 |
| The Vanguard Group          | 1,70 |
| FIL Investment Advisors     | 1,70 |
| Famille Andresen            | 1,58 |
| BWM                         | 1,49 |